# Kishin Shinoyama
Kishin Shinoyama (Tokyo, 3 dicembre 1940 – Tokyo, 4 gennaio 2024) è stato un fotografo giapponese, noto per le sue immagini utilizzate per gli album di John Lennon e Yoko Ono, Double Fantasy e Milk and Honey.

## Biografia
Figlio di un monaco buddista, Kishin Shinoyama nacque a Tokyo il 3 dicembre 1940. Iniziò la sua carriera artistica scattando immagini pubblicitarie durante gli anni di studio alla Nihon University. Lavorò poi per alcuni anni con l'agenzia pubblicitaria Light Publicity e, dopo questa esperienza, si dedicò alla fotografia come indipendente dal 1968. Nei decenni successivi, realizzò ritratti di alcuni dei personaggi più famosi dell'epoca, tra cui Yukio Mishima, Momoe Yamaguchi e Rie Miyazawa oltre a John Lennon e Yoko Ono. Nelle serie Gekisha e Shinorama, Shinoyama utilizzò le tecnologie più innovative per creare nuove modalità di espressione. digi+KISHIN, tra i suoi ultimi progetti digitali multimediali, introdusse una nuova prospettiva sia sulla fotografia sia sul cinema.

### Carriera
Nel 1966 vinse il premio promosso dall'Associazione critici Giapponesi come miglior giovane autore, lavorando in quegli anni presso l'agenzia Light House. Dal 1968 iniziò a lavorare come free lance per le riviste di moda e pubblicità. Nel 1970 fu eletto come fotografo giapponese dell'anno. Nei primi anni settanta divenne famosa una sua mostra alla photokina di Colonia. Tale mostra gli permise di essere conosciuto fuori dai confini nazionali. Si specializzò nel settore del nudo proponendo un'immagine molto scultorea e quasi astratta e surreale. La teatralità costruita con l'utilizzo di luci artificiali e ottiche grandangolari estreme divennero una tipica espressione della sua fotografia.

### La fotografia di nudo
La fotografia di Shinoyama nel tempo si specializzò sul nudo. Un genere molto particolare, i soggetti rappresentati portano ad una visione parziale di corpi rappresentati come statue. Di spalle, di profilo sfuggenti all'occhio anche se le sue fotografie immagini spigolose dove possiamo raccogliere la ricchezza della forma, del mistero. Con la sua macchina fotografica non ritrae i soggetti ma come uno scultore utilizza il suo obbiettivo per manipolare i suoi soggetti. Ottiche con un grandangolare spinto creano visioni uniche dei corpi ripresi. 
Nella fototeca di Siracusa viene raccolta una parte di suoi scatti legati al periodo del nudo.

### Il suo lavoro
Nel 1966 ritrasse il famosissimo scrittore Yukio Mishima nelle vesti di San Sebastiano e successivamente la fortunata stampa di 'Yukio Mishima no ie'. Ricordiamo il lavoro con Lennon e Yoko Ono del 1980 con le sue fotografie utilizzate per le copertine dei dischi Double Fantasy e Milk and Honey. Nel 1991 fotografò Rie Miyazawa stampando il libro Santa Fé che ha inventato un genere fotografico a sé stante. Il suo lavoro viene raccontato nei libri Pensare al non vedere - Scritti sulle arti del visibile (1979-2004) e Limes: Mishima e i due lati del radicalismo.

### Decesso
Shinoyama morì a Tokyo il 4 gennaio 2024 all'età di 83 anni.

## Opere
- Kishin Shinoyama, The Death of a Man, Rizzoli, 2020.
- Kishin Shinoyama, Idols, Kawade Shobo Shinsha Publishers, 2020.
- Kishin Shinoyama, Kishin Shinoyama, Galerie Municipale du Château d'eau, 1976.

## Riconoscimenti
- Most Promising Young Photographer Prize (日本批評家協会新人賞, Nihon Hihyōka Kyōkai Shinjinshō) in 1966.
- Mainichi Art Prize (毎日芸術賞, Mainichi Geijutsushō) in 1980.
- Golden Eye Award in 1998.